# Ecbolium
Ecbolium là chi thực vật có hoa trong họ Acanthaceae.

## Một số loài tiêu biểu
- Ecbolium albiflorum
- Ecbolium amplexicaule  Vollesen
- Ecbolium barlerioides S.Moore
- Ecbolium benoistii (S.Moore) Lindau
- Ecbolium boranense Vollesen
- Ecbolium clarkei Vollesen
- Ecbolium fimbriatum Hiern
- Ecbolium flanaganii C.B.Clarke
- Ecbolium glabratum Vollesen
- Ecbolium gymnostachyum (Jacq.) Juss.
- Ecbolium hastatum Vollesen
- Ecbolium humbertii Vollesen
- Ecbolium ligustrinum (Vahl) Vollesen
- Ecbolium madagascariense Vollesen
- Ecbolium oblongifolium Vollesen
- Ecbolium palmatum Vollesen
- Ecbolium strictum O.Schwartz
- Ecbolium subcordatum C.B.Clarke
- Ecbolium syringifolium (Vahl) Vollesen
- Ecbolium tanzaniense Vollesen
- Ecbolium viride (Forssk.) Alston